# Chazaliella cupulicalyx
Chazaliella cupulicalyx är en måreväxtart som beskrevs av Bernard Verdcourt. Chazaliella cupulicalyx ingår i släktet Chazaliella och familjen måreväxter.
Artens utbredningsområde är Liberia. Inga underarter finns listade i Catalogue of Life.